# José de Mesa Cortés
José de Mesa Cortés fue un neogranadino capitán, encomendero y caballero de la orden de Santiago nacido en Santafé alrededor de 1615, que sirvió como alcalde de la misma ciudad en 1649.

## Biografía y Familia
Fue contador mayor del Tribunal de Cruzada de Santafe, regidor y alcalde de santafé en 1649. Entró en la Orden de Santiago en 1655.
Su padre fue Luis de Mesa Cortés, nacido en Bogotá, fue alférez mayor y regidor perpetuo de Cartagena de Indias. Su madre era Juana Maldonado. Pertenecientes a familias de conquistadores y miembros principales de la elite santafereña del momento.
Su abuelo era Luis Cortés de Mesa nacido en Lucena, Córdoba, España hacia 1546, español que fue degollado en una plaza de Santafé por no asumir su nombramiento otorgado en 1575 como Oidor de Santafé por casarse sin lincencia con una criolla en Cartagena de Indias. Era nieto del general español Francisco Maldonado de Mendoza, Caballero de la Orden de Calatrava y de Santiago fundador y señor del mayorazgo de dehesa de Bogotá que se convirtió en el Marquesado de San Jorge y vizconde de Pastrana.Su hermana se casó con el capitán Gabriel Gómez de Sandoval, personaje que concibió la Capilla del Sagrario de la Catedral de Bogotá, hoy monumento de Colombia.